# ヘルゲ・イングスタッド (フリゲート)
ヘルゲ・イングスタッド（ブークモール：KNM Helge Ingstad, F 313）は、ノルウェー海軍のフリゲート。フリチョフ・ナンセン級フリゲートの4番艦。艦名は探検家ヘルゲ・イングスタッドに由来する。

## 艦歴
「ヘルゲ・イングスタッド」は、スペイン企業のナバンティアフェロル造船所で建造され、2006年4月28日起工、2007年11月23日進水、2009年9月29日に就役する。
沿岸戦隊フリゲート隊に所属し、ハーコンスヴァーン海軍基地を母港としている。
2018年11月8日午前4時（日本時間同日正午）、北大西洋条約機構（NATO）主導の軍事演習トライデント・ジャンクチャー（Trident Juncture）から帰還する途中、マルタ船籍の石油タンカーと衝突。同艦は沈没回避のため岩場へ意図的に座礁させた。しかし、何らかの理由で沈没防止用のケーブルが切断された事により水没が進行し上部を残してほぼ水没した。なお、2021年に公表された調査報告書によれば、ダメージコントロールの失敗が沈没につながったとされており、乗員がより訓練され、艦の特性に精通していれば沈没は避けられた可能性があったと結論付けられている。
2019年2月27日、船体が引き揚げられた。
以降修復可否について調査が進められていたが、最終的に修復は断念された。修復には120～140億クローネの費用がかかると見込まれ、これは同じ仕様の新造艦を建造する費用110～130億クローネを上回り、しかも修復が実現できるか不確実であるためという。2021年1月、ノルウェー政府はノースクラップ・ウエスト社（Norscrap West）と6000万クローネでスクラップ契約を締結し、本艦はスクラップとして売却されることとなる。